# سيرينا ويليامز
سيرينا ويليامز (بالإنجليزية: Serena Williams)‏ (مواليد 26 سبتمبر 1981) بولاية ميشيغان الأمريكية. هي لاعبة تنس أمريكية محترفة، تحتل حاليا المركز رقم 1 في فردي تنس السيدات، وكانت الأولى عالمياً في 6 مرات منفصلة. احتلت المركز الأول عالمياً للمرة الأولى في تاريخها في 8 يوليو 2002، واستعادت المركز الأول للمرة السادسة في 18 فبراير 2013؛ لتصبح أقدم مُصنفة أولى عالمياً تحتل المركز الأول مرة أُخرى في التاريخ. وتعتبر سيرينا ويليامز من قبل بعض الخبراء واللاعبين السابقين أعظم لاعبة تنس في التاريخ. وهي لاعبة التنس الوحيدة التي فازت بأكثر من 66 مليون $.
تحمِل سيرينا مُعظم ألقاب كرة المضرب في الفردي والزوجي، والزوجي المختلط. وهي تملُك 38 لقب في الجراند سلام: 22 لقب بالفردي، 14 لقب بالزوجي، 2 بالزوجي المختلط. وهي أحدث لاعبة بين الذكور والإناث حققت البطولات الأربع الكبرى في فردي السيدات توالياً في سنتي (2002-2003)، وخامس امرأة قامت بذلك. وهي أيضاً أحدث لاعبة إلى جانب شقيقتها فينوس ويليامز حققت البطولات الأربع الكبرى في زوجي السيدات توالياً في سنتي (2009-2010).
سيرينا ويليامز تحتل المركز الرابع في قائمة اللاعِبات الأكثر حصداً لألقاب الجراند سلام. وحصلت مع شقيقتها فينوس ويليامز على 13 لقب في الجراند سلام، وهذا الزوجي لم يخسر في نهائيات الجراند سلام إطلاقاً. وقد فازت في نهائيات الدوري العالمي للسيدات خمس مرات. وليامز هي واحدة من خمسة لاعبين كرة مضرب فازوا بجميع بطولات الجراند سلام في اثنين من المنافسات (فردي-وزوجي السيدات). فازت سيرينا ويليامز بـ4 ميداليات ذهبية واحدة في فردي السيدات، وثلاثة في زوجي السيدات مع شقيقتها فينوس ويليامز.

## الحياة الشخصية
ولدت سيرينا ويليامز في ساغيناو، من ريتشارد ويليامز وأورسين برايس. وهي أصغر أخواتها الخمسة، وأخت اللاعبة فينوس ويليامز. في طفولة سيرينا انتقلت العائلة إلى كومبتون، كاليفورنيا، حيث بدأت هناك بلعب كرة المضرب وعمرها 4 سنوات. وقام ريتشارد ويليامز والد سيرينا بتعليمها منزلياً هي وأُختها فينوس. كانت سيرينا وما زالت تُدرب من والِديها. ثم انتقلت عائلة ويليامز من كومبتون، كاليفورنيا إلى ويست بالم بيتش. عندما كانت في التاسعة من عمرها التَحقت بأكاديمية ريك ماكي للتنس، ولاحظت الأكاديمية وجود موهبة استثنائية عند الشقيقتان ويليامز. في سن العاشرة لم يُرسل ريتشارد والد سيرينا إلى بطولات تنس الناشئين المحلية، بسبب رغبته باهتمامها بالدراسة وأخذ الأمور برَويّة. كما أن هناك تأثير عنصري، حيث كان يَسمع من بعض الآباء البيض كلام مُهين عن الشقيقتان ويليامز خلال البطولات. في ذلك الوقت كان ترتيب ويليامز بالمرتبة رقم.1 بين لاعبات تحت سن 10 في فلوريدا. في سنة 1995 عندما كانت سيرينا في الصف التاسع سحب ريتشارد بناتُه من أكاديمية ماكي، ومنذ ذلك الوقت استَلَم كامِل تدريبهم في أمريكا. في سنة 2003 قُتلت شقيقة سيرينا (ياتيندي)، بعد إصابتها إصابة بليغة بإطلاق نار بمواجهة مع بعض الشباب في كومبتون.
متزوجة من رجل الأعمال الأمريكي الكسيس أوهانيان منذ 2017 ولديهما طفلة.

## بداية الاحتراف (1995-1998)
بدأت سيرينا في ممارسة التنس وعُمرها 5 سنوات فقط. في موسم 1995 كانت أول مباراة رسمية لها. دخلت سيرينا عالم الاحتراف بعد شقيقتها فينوس ويليامز في بطولة بيل تشالنجر الأمريكية لكنها خسرت أمام ملير في أقل من ساعة في موسم 1996 سيرينا لم تلعب أي مباراة لكن بدأت أول إنجاز في موسم 1997 اشتركت سيرينا في 3 بطولات وخسرتهم جميعًا، لكن في بطولة شيكاغو الأمريكية في هذه البطولة كان تصنيف سيرينا 304 عالميًا لكنها تمكنت من التغلب على المصنفة السابعة ماري بيريس والرابعة مونيكا سيلش لكنها خسرت في نصف النهائي من ليندسي دافينبورت لتصبح أصغر لاعبة في العصر الحديث تُحقق فوز على لاعبتين من المُصنفات العشرة الأوائل وانتهت سيرينا موسم 1997 في التصنيف 99 عالميًا.
في بداية موسم 1998 شاركت سيرينا في بطولة سيدني وتأهلت من التصفيات، وشقت طريقها إلى النصف النهائي لأول مرة في البطولة، لكنها خسرت أمام المصنفة التاسعة. تمكنت سيرينا بعدها من المشاركة في إحدى البطولات الكبرى لأول مرة في الدور الأول، وتغلبت على المصنفة التاسعة قبل أن تخسر في الدور الثاني من شقيقتها فينوس ويليامز (أول مواجهة بين اللاعبتين)، وصلت سيرينا في ذلك الموسم إلى نصف نهائي ستة بطولات وخسرتهم جميعًا ومن ضمنهم مواجهتها مع المصنفة الأولى مارتينا هينغيس.

## التميز والتألق (1999-2001)
في هذه المواسم كانت سيرينا متألقة للغاية حيث في موسم 1999 تمكنت من تحقيق لقبها الأول في بطولة open gaz de الفرنسية، بعد تغلبها في النهائي على الفرنسية إيملي مرسيمو، وبعدها مباشرة توجت ببطولة انديان ويلز الأمريكية وهذه المرة على حساب الألمانية شتيفي غراف.
في بطولة ميامي 1999 تمكنت سيرينا من الوصول إلى النهائي لأول مرة في مسيرتها وتخطت في طريقها المصنفة الثالثة مونيكا سليتش والتاسعة أماندا كودزير والأولى مارتينا هينغس لكنها خسرت أمام شقيقتها فينوس ويليامز 1-6 6-4 4-6
على التراب لم تحقق سيرينا نتائج جيد لكن تألقت بعدها وتمكنت من الفوز ببطولة لوس آنجلوس بعد التغلب على اللاعبة الفرنسية جولي هالارد
سيرينا دخلت بعدها بطولة أمريكا المفتوحة كمصنفة سابعة عالميًا. توجت سيرينا بالبطولة بعد التغلب على السويسرية مارتينا هينغس 6-3 6-7
وهذا اللقب الأول لسيرينا في الجراند سلام ثم توجت ببطولة ميونتش بعد التغلب على فينوس في النهائي بعد ستة عشر فوز متتالي خسرت سيرينا أمام تيستود وانتهت موسم 1999 في المركز الرابع
في موسم 2000 لم تتمكن سيرينا من الدفاع عن انديان ويلز أو باريس وخسرت في أستراليا مبكرًا لكنها توجت ببطولة ألمانيا للتنس في ويمبلدون شهدت تألق سيرينا ووصلت إلى نصف النهائي لأول مرة، لكنها خسرت أمام فينوس ثم عادت لتتوج ببطولة لوس آنجلوس، وخسرت في نهائي مونتريال بعد الانسحاب والنتيجة 6-0 3-6 0-3 بداعي الإصابة. تألق سيرينا وفينوس في الزوجي لم يتوقف وتمكنا من تحقيق ميدالية ذهبية لأول مرة معًا وتوجت سيرينا ببطولة طوكيو لتختم الموسم في التصنيف رقم. 6.
في موسم 2001 كانت سيرينا قد خسرت في ربع نهائي أستراليا، لكنها فازت بانديان ويليز بعد الاستهجان الجمهوري والعنصرية خسرت سيرينا في ربع نهائي بطولات ميامي ورولان جاروس ولوس آنجلوس وويمبلدون، لكنها توجت ببطولة تورونتو بعد التغلب علي جينفر كابرياتي.
في أمريكا المفتوحة وصلت سيرينا إلى النهائي لتواجه فينوس لكنها خسرت (أول نهائي جراند سلام يجمع بين شقيقتين)
لكن سيرينا فازت ببطولة نهاية الموسم للمرة الأولى بعد انسحاب كابرياتي قبل المباراة النهائية لتنهي الموسم في المركز السادس

## سيرينا سلام
في موسم 2002 وهذا أفضل مواسم الأسطورة الأمريكية سيرينا ويليامز انسحبت من بطولة أستراليا بسبب الإصابة إلا أنها عادت وفازت ببطولة سكوتيدال بعد التغلب على كابرياتي ثم توجت ببطولة ميامي بعد التغلب على كابرياتي أيضًا وصلت سيرينا إلى أول نهائي ترابي وكان في برلين لكنها خسرت أمام هينان لكن سرعان ما ثأرت سيرينا وفازت علي هينان في نهائي بطولة روما
شاركت سيرينا في بطولة رولان جاروس سيرينا تمكنت من تحقيق اللقب بعد التغلب على فينوس وهذا اللقب الثاني لها في الجراند سلام
في ويمبلدون سيرينا تأهلت إلى النهائي لأول مرة وتوجت باللقب بعد التغلب على فينوس في النهائي سيرينا توجد باللقب دون أن تخسر مجموعة وهذا حدث لأول مرة في مسيرتها الاحترافية. في بطولة لوس آنجلوس وصلت سيرنيا إلى ربع النهائي لكنها خسرت أمام روبين 2-6 6-4 5-7. في أمريكا المفتوحة سيرينا شاركت كمصنفة أولى عالميًا وتمكنت من تخطي الدور ربع النهائي على حساب دانيلا هانتشوفا 6-2 6-2 وفي نصف النهائي واجهت دافينبورت وفازت عليها 6-3 7-5 لتصعد للنهائي الثالث في الجراند سلام هذا العام ولتواجه فينوس للمرة الثالثة في نهائي جراند سلام هذا العام وتمكنت من الفوز عليها 6-4 6-3، سيرينا كررت إنجاز ويمبلدون وفازت باللقب دون خسارة مجموعة. سيرينا توجت ببطولة أخرى وهي طوكيو وهذه المرة على حساب كيم كلايسترز بنتيجة 2-6 6-3 6-3 ثم توجت بلقب آخر وهذه المرة على حساب ميسكنا 6-3 6-2 عادت سيرينا مرة أخرى لبطولة نهاية الموسم لكنها خسرت في النهائي أمام كلايسترز 5-7 3-6 وأنهت سيرينا الموسم مصنفة أولى عالميًا ويعتبر هذا الموسم الأفضل لسيرينا لتنهي بسجل (56-5)
```
في بداية موسم 2003 تأهلت سيرينا إلى نصف نهائي بطولة أستراليا المفتوحة لأول مرة وفي هذا الدور واجهت البلجيكية كيم كلايسترز سيرينا تأخرت 1-5 في المجموعة الفاصلة ولكن تمكنت من الدفاع عن نقطتين لخسارة المباراة وبعد العودة تغلبت على كيم وتأهلت للمباراة النهائية للنهائي الرابع على التوالي في بطولات الأربع الكبرى سيرينا واجهت فينوس وتمكنت من التغلب عليها لتصبح سادس لاعبة في العصر الحديث تمكنا من تحقيق كل بطولات الأربع الكبرى. سيرينا حافظت علي لقب ميامي علي حساب كابريتي في بطولة جارلستون 2003 على الملاعب الترابية سيرينا خسرت أمام هينان في النهائي وهذه أول خسارة اللاعبة في هذا الموسم بعد 21 فوز على التوالي في فرنسا المفتوحة سيرينا لم تنجح من المرور إلى النهائي وخسرت أمام هينان مرة أخرى 2–6, 6–4, 5–7 وهي أول خسارة لـ سيرينا في البطولات الأربع الكبرى منذ 2001. ردة فعل سيرينا كانت سريعة وتغلبت على هينان في نصف نهائي بطولة ويمبلدون وبعد الفوز على فينوس
```

حققت اللقب الثاني في ويمبلدون والسادس لها في بطولات الأربع الكبرى وهذه آخر بطولة لسيرينا في موسم 2003 وخسرت التصنيف الأول في شهر أغسطس للبلجيكية كيم كلايسترز بعد 57 أسبوع متتالية وإنهاء الموسم في التصنيف الثالث عالميًا مع أربع بطولات
إصابة سيرينا عادت من جديد في موسم 2004 وتسببت في انسحاب سيرينا من عدة بطولات وأبرزها بطولة أستراليا المفتوحة
بعد غياب ثمان أشهر تقريبًا عن الملاعب عادت الأمريكية في بطولة NASDAQ-100 Open وتغلبت
على صاحبة 16 عامًا الروسية ماريا شارابوفا (أول مواجهة بين اللاعبتين)
وفي النهائي فازت على ديمنيتيفا وللعام الثالث على التوالي سيرينا توجت بلقب هذه البطولة
في الموسم الترابي سيرينا لم تحقق نتائج جيدة وخسرت في ربع نهائي فرنسا المفتوحة وهذا أول مرة سيرينا
```
تخسر قبل نصف النهائي بطولات الأربع الكبرى منذ ويمبلدون 2001
```

سيرينا دخلت بطولة ويمبلدون 2004 كمصنفة رقم 1 ولكن خسرت أمام ماريا شارابوفا 1–6، 4–6 في المباراة النهائية
بعد هذه الخسارة سيرينا خرجت من التوب 10 لأول مر منذ 1999
في بطولة JPMorgan Chase Open سيرينا وصلت إلى المباراة النهائية (الثالثة في هذه الموسم)
```
وخسرت أمام ديفنبورت في المباراة النهائيية 1–6, 3–6 , وهذا أول خسارة لـ سيرينا ضدها منذ أمريكا المفتوحة 2004
```

عادت الإصابة مرة أخرى وانسحبت سيرينا من بطولة روجرز وأولمبياد أثينا 2004 ولكن تمكنت من العودة والمشاركة في US OPEN وخسرت في ربع النهائي ضد كابرياتي في المباراة
التي شهدت أخطاء كثيرة من حكام الخط
سيرينا حققت لقبها الثاني في ذلك الموسم في بطولة الصين المفتوحة في بكين بعد التغلب على كوزنيتسوفا في المباراة النهائية
وفي بطولة نهائيات الموسم سيرينا خسرت في نصف النهائي أمام ماريا شارابوفا في مباراة أثرت عليها إلى أن وصلت سرعة إرسالاتها في حدود 65
و إنهاء الموسم 2004 في تصنيف السابع عالميًا دون تحقيق أي لقب من بطولات الأربع الكبرى لأول مرة منذ 2001
```
في 2005 افتتحت سيرينا هذا الموسم ببطولة أستراليا المفتوحة لتحسب لها عوده جيدة لكنها لم تدم طويلا حيث بعد تتويجها بالبطولة لم تفز بأي لقب 
```

في 2006 وهذا من أسوأ مواسم ويليامز لم تتمكن من تخطي دور ال16 في أي جراند سلام ولم تتأهل لنصف نهائي أي بطولة رسمية ولم تحقق أي انتصار يذكر لذا تراجع تصنيف سيرينا إلى المركز 94

## بطولات الجراند سلام

### نهائيات الجراند سلام

#### فردي السيدات: 25 (21–4)
| اللقب | السنة | البطولة               | السطح | الخصم             | النتيجة            |
| ----- | ----- | --------------------- | ----- | ----------------- | ------------------ |
| بطلة  | 1999  | أمريكا المفتوحة       | صلب   | مارتينا هينجيز    | 6–3, 7–6(7–4)      |
| وصيفة | 2001  | أمريكا المفتوحة       | صلب   | فينوس ويليامز     | 2–6, 4–6           |
| بطلة  | 2002  | رولان غاروس           | ترابي | فينوس ويليامز     | 7–5, 6–3           |
| بطلة  | 2002  | ويمبلدون              | عشبي  | فينوس ويليامز     | 7–6(7–4), 6–3      |
| بطلة  | 2002  | أمريكا المفتوحة (2)   | صلب   | فينوس ويليامز     | 6–4, 6–3           |
| بطلة  | 2003  | أستراليا المفتوحة     | صلب   | فينوس ويليامز     | 7–6(7–4), 3–6, 6–4 |
| بطلة  | 2003  | ويمبلدون (2)          | عشبي  | فينوس ويليامز     | 4–6, 6–4, 6–2      |
| وصيفة | 2004  | ويمبلدون              | عشبي  | ماريا شارابوفا    | 1–6, 4–6           |
| بطلة  | 2005  | أستراليا المفتوحة (2) | صلب   | ليندسي دافينبورت  | 2–6, 6–3, 6–0      |
| بطلة  | 2007  | أستراليا المفتوحة (3) | صلب   | ماريا شارابوفا    | 6–1, 6–2           |
| وصيفة | 2008  | ويمبلدون (2)          | عشبي  | فينوس ويليامز     | 5–7, 4–6           |
| بطلة  | 2008  | أمريكا المفتوحة (3)   | صلب   | إيلينا يانكوفيتش  | 6–4, 7–5           |
| بطلة  | 2009  | أستراليا المفتوحة (4) | صلب   | دينارا سافينا     | 6–0, 6–3           |
| بطلة  | 2009  | ويمبلدون (3)          | عشبي  | فينوس ويليامز     | 7–6(7–3), 6–2      |
| بطلة  | 2010  | أستراليا المفتوحة (5) | صلب   | جوستين هينين      | 6–4, 3–6, 6–2      |
| بطلة  | 2010  | ويمبلدون (4)          | عشبي  | فيرا زفوناريفا    | 6–3, 6–2           |
| وصيفة | 2011  | أمريكا المفتوحة (2)   | صلب   | سامانثا ستوسور    | 2–6, 3–6           |
| بطلة  | 2012  | ويمبلدون (5)          | عشبي  | أنيشكا رادفانسكا  | 6–1, 5–7, 6–2      |
| بطلة  | 2012  | أمريكا المفتوحة (4)   | صلب   | فيكتوريا أزارينكا | 6–2, 2–6, 7–5      |
| بطلة  | 2013  | رولان غاروس (2)       | ترابي | ماريا شارابوفا    | 6–4, 6–4           |
| بطلة  | 2013  | أمريكا المفتوحة (5)   | صلب   | فيكتوريا أزارينكا | 7–5, 6–7(6–8), 6–1 |
| بطلة  | 2014  | أمريكا المفتوحة (6)   | صلب   | كارولين فوزنياكي  | 6–3, 6–3           |
| بطلة  | 2015  | أستراليا المفتوحة (6) | صلب   | ماريا شارابوفا    | 6–3, 7–6(7–5)      |
| بطلة  | 2015  | رولان غاروس (3)       | ترابي | لوسي سافاروفا     | 6–3, 6–7, 6-2      |
| بطلة  | 2015  | ويمبلدون (6)          | عشبي  | جاربيني موجوروزا  | 6-4, 6-4           |

#### زوجي السيدات: 13 (13–0)
| اللقب | السنة | البطولة               | السطح | الشريكة       | الخصوم                             | النتيجة            |
| ----- | ----- | --------------------- | ----- | ------------- | ---------------------------------- | ------------------ |
| بطلة  | 1999  | رولان غاروس           | ترابي | فينوس ويليامز | مارتينا هينجيز آنا كورنيكوفا       | 6–3, 6–7(2–7), 8–6 |
| بطلة  | 1999  | أمريكا المفتوحة       | صلب   | فينوس ويليامز | تشاندا روبين ساندرين تستو          | 4–6, 6–1, 6–4      |
| بطلة  | 2000  | ويمبلدون              | عشبي  | فينوس ويليامز | جولي هالار ديكوجي أي سوجياما       | 6–3, 6–2           |
| بطلة  | 2001  | أستراليا المفتوحة     | صلب   | فينوس ويليامز | ليندسي دافينبورت كورينا موراريو    | 6–2, 2–6, 6–4      |
| بطلة  | 2002  | ويمبلدون (2)          | عشبي  | فينوس ويليامز | فيرخينيا روانو باسكوال باولا سوريس | 6–2, 7–5           |
| بطلة  | 2003  | أستراليا المفتوحة (2) | صلب   | فينوس ويليامز | فيرخينيا روانو باسكوال باولا سوريس | 4–6, 6–4, 6–3      |
| بطلة  | 2008  | ويمبلدون (3)          | عشبي  | فينوس ويليامز | ليزا ريموند سامانثا ستوسور         | 6–2, 6–2           |
| بطلة  | 2009  | أستراليا المفتوحة (3) | صلب   | فينوس ويليامز | دانيلا هانتشوفا أي سوجياما         | 6–3, 6–3           |
| بطلة  | 2009  | ويمبلدون (4)          | عشبي  | فينوس ويليامز | سامانثا ستوسور ريناي ستابس         | 7–6(7–4), 6–4      |
| بطلة  | 2009  | أمريكا المفتوحة (2)   | صلب   | فينوس ويليامز | كارا بلاك ليزل هوبر                | 6–2, 6–2           |
| بطلة  | 2010  | أستراليا المفتوحة (4) | صلب   | فينوس ويليامز | كارا بلاك ليزل هوبر                | 6–4, 6–3           |
| بطلة  | 2010  | فرنسا المفتوحة (2)    | ترابي | فينوس ويليامز | كفيتا بيشكه كاترينا سريبوتنيك      | 6–2, 6–3           |
| بطلة  | 2012  | ويمبلدون (5)          | عشبي  | فينوس ويليامز | أندريا هلافسكوفا لوسي هراديكا      | 7–5, 6–4           |

#### الزوجي المُختلط: 4 نهائيات (2–2)
| اللقب | السنة | البطولة           | السطح | الشريك     | الخصوم                       | النتيجة            |
| ----- | ----- | ----------------- | ----- | ---------- | ---------------------------- | ------------------ |
| وصيفة | 1998  | رولان غاروس       | ترابي | لويس لوبو  | جستين جيملستوب فينوس ويليامز | 4–6, 4–6           |
| بطلة  | 1998  | ويمبلدون          | عشبي  | ماكس ميرني | ماهيش بوباثي ميريانا لوسيتش  | 6–4, 6–4           |
| بطلة  | 1998  | أمريكا المفتوحة   | صلب   | ماكس ميرني | باتريك غالبريث ليزا ريموند   | 6–2, 6–2           |
| وصيفة | 1999  | أستراليا المفتوحة | صلب   | ماكس ميرني | ديفيد آدمز ماريان دي سواردت  | 4–6, 6–4, 6–7(5–7) |

### الخط الزمني للمشاركات في بطولات الجراند سلام
مفتاح
| ف | ن | ن.ن | ر.ن | د# | د.م | ل | أ.أ | ت | غ | ب | ف | ذ | م.خ | ل.ت |

(ف) فاز بالبطولة (ن) وصل النهائي (ن.ن) نصف النهائي (ر.ن) ربع النهائي (د#) الأدوار الأربعة الأولى (د.م) دور المجموعات (ل) شارك في كأس ديفيز (أ.أ) خرج من الأدوار الاولى (ت) خسر التصفيات التأهيلية (غ) غاب عن الحدث أو البطولة (ب) حصل على ميدالية برونزية (ف) حصل على ميدالية فضية (ذ) حصل على ميدالية ذهبية (م.خ) بطولة الماسترز خُفضت إلى مرتبة أقل (ل.ت) البطولة لم تعقد في السنة المعينة.
لتجنب الارتباك وازدواجية الحساب، يتم تحديث هذه المعلومات إما في نهاية البطولة، أو عندما تكون مشاركة اللاعب في البطولة قد انتهت.
| البطولة           | 1998 | 1999 | 2000 | 2001 | 2002 | 2003 | 2004 | 2005 | 2006 | 2007 | 2008 | 2009 | 2010 | 2011 | 2012 | 2013 | 2014 | 2015 | 2016 | 2017 | 2018 | 2019 | 2020 | 2021 | 2022 | SR      | ف–خ    | فوز % |
| ----------------- | ---- | ---- | ---- | ---- | ---- | ---- | ---- | ---- | ---- | ---- | ---- | ---- | ---- | ---- | ---- | ---- | ---- | ---- | ---- | ---- | ---- | ---- | ---- | ---- | ---- | ------- | ------ | ----- |
| أستراليا المفتوحة | د2   | د3   | د4   | ر.ن  | غ    | ف    | غ    | ف    | د3   | ف    | ر.ن  | ف    | ف    | غ    | د4   | ر.ن  | د4   | ف    | ن    | ف    | غ    | ر.ن  | د3   | ن.ن  | غ    | 7/20    | 92-13  | 88%   |
| رولان غاروس       | د4   | د3   | غ    | ر.ن  | ف    | ن.ن  | ر.ن  | غ    | غ    | ر.ن  | د3   | ر.ن  | ر.ن  | غ    | د1   | ف    | د2   | ف    | ن    | غ    | د4   | د3   | د2   | د4   | غ    | 3/19    | 69-14  | 83%   |
| ويمبلدون          | د3   | غ    | ن.ن  | ر.ن  | ف    | ف    | ن    | د3   | غ    | ر.ن  | ن    | ف    | ف    | د4   | ف    | د4   | د3   | ف    | ف    | غ    | ن    | ن    | ل.ت  | د1   | د1   | 7/21    | 98-14  | 88%   |
| أمريكا المفتوحة   | د3   | ف    | ر.ن  | ن    | ف    | غ    | ر.ن  | د4   | د4   | ر.ن  | ف    | ن.ن  | غ    | ن    | ف    | ف    | ف    | ن.ن  | ن.ن  | غ    | ن    | ن    | ن.ن  | غ    |      | 6/20    | 106-14 | 88%   |
| فوز - خسارة       | 8–4  | 11–2 | 12–3 | 18–4 | 21–0 | 19–1 | 14–3 | 12–2 | 5–2  | 19–3 | 19–3 | 23–2 | 18–1 | 9–2  | 17–2 | 21–2 | 13–3 | 7–0  | 1-26 | 0-7  | 2-15 | 4-18 | 2-8  | 3-8  | 1-0  | 19 / 58 | 55-365 | 87%   |

## وصلات خارجية
- سيرينا ويليامز على موقع IMDb (الإنجليزية)
- سيرينا ويليامز على موقع ميتاكريتيك (الإنجليزية)
- سيرينا ويليامز على موقع الموسوعة البريطانية (الإنجليزية)
- سيرينا ويليامز على موقع روتن توميتوز (الإنجليزية)
- سيرينا ويليامز على موقع ميوزك برينز (الإنجليزية)
- سيرينا ويليامز على موقع إن إن دي بي (الإنجليزية)
- سيرينا ويليامز على موقع قاعدة بيانات الفيلم (الإنجليزية)
- سيرينا ويليامز على موقع رابطة محترفات التنس (الإنجليزية)
- سيرينا ويليامز على موقع الاتحاد الدولي لكرة المضرب (الإنجليزية)
- سيرينا ويليامز على موقع كأس بيلي جين كينغ (الإنجليزية)
- سيرينا ويليامز على موقع بطولة ويمبلدون (الإنجليزية)
- سيرينا ويليامز على موقع خلاصة التنس.كوم (الإنجليزية)
- سيرينا ويليامز على موقع إي إس بي إن.كوم (الإنجليزية)
- سيرينا ويليامز على موقع اللجنة الأولمبية الدولية (الإنجليزية)
- سيرينا ويليامز على موقع أوليمبيديا (الإنجليزية)
- سيرينا ويليامز على موقع AS.com (الإسبانية)
- كل ما تريد معرفته عن سيرينا ويليامز (بالإنجليزية)